# Союз українських працюючих жінок
Союз українських працюючих жінок — Жіноча громада у Львові (СУПЖ), центральна організація жіноцтва, що діяла в 1931-1939 роках у Галичині (на Волині була заборонена), ідейно співпрацювала з Українською соціалістично-радикальною партією. Мала пов. філії та місцеві Жіночі громади (1939 року — 148), які гуртували 7 800 членкинь (близько 95 % членства становили селянки і робітниці). При Жіночих громадах відбувалися культурні імпрези й існували гуртки, народився Університет «Самоосвіти». Пресовий орган — двотижневик «Жіночий голос». Союз очолювали: І. Блажкевич — голова, Н. Микитчук і Л. Мурин — заступниці голови, Ф. Стахова — секретарка.